# Mautu
Mautu est une localité du Cameroun, située dans l'arrondissement de Muyuka, le département du Fako et la région du Sud-Ouest.

## Population
En 1967, Mautu comptait 251 habitants, principalement des Bakweri. Lors du recensement de 2005, on a dénombré 1 535 personnes.

## Histoire
En janvier 2021, lors du massacre de Mautu, 9 personnes décèdent.